# 花桥国际商务城
花桥国际商务城，位于中国江苏省昆山市花桥镇，毗邻上海市嘉定区安亭镇，地域面积50平方公里，创建于2000年年底。花桥商务区主要依托毗邻上海市的区位优势，发展服务外包、金融机构后台处理、制造业企业的区域性总部和物流采购等产业。2013年10月16日，连接上海和花桥的上海轨道交通11号线花桥段开通。
花桥国际商务城(又名花桥经济开发区)于2006 年8月被批准为省级开发区，2007年6月被列为江苏首批省级服务外包示范区。先后被授予“2009中国最佳金融服务外包基地奖”和“中国10大最佳服务外包园区”等称号。目前已累计引进了服务外包、总部经济、物流展示和商贸服务等现代服务业项目650多个，总投资超600亿元。

## 行政区划
花桥国际商务城辖2个街道、11个社区。花桥街道下辖的社区包括：花安社区、花溪社区、集善社区、花桥社区、聚福社区、天福社区。曹安街道下辖的社区包括：横漕社区、徐公桥社区、新安社区、星浜社区、绿地社区。

## 经济发展
2012年，该地区完成地区生产总值141.5亿元，同比2011年增长25.2%，其中服务业增加值95亿元，同比增长41.8%，占GDP比重达67.2%。与2006年相比，花桥国际商务城地区生产总值增长3.2倍，服务业增加值增长8.4倍，占GDP比重提高37.6个百分点。

### 金融服务外包
花桥国际商务城已经引进了法国凯捷、美国简柏特、戴尔服务、科莱特、中银商务、远洋数据、中金数据、万国数据等国内外知名服务外包企业100多家。先后被授予“2009中国最佳金融服务外包基地奖”和“中国10大最佳服务外包园区”等荣誉称号。2012年服务外包实现营业收入18.7亿元，完成服务外包接包合同额3.2亿美元，离岸外包近5000万美元。

### 区域总部经济
引进了日本NSK、润华商贸、哈森商贸、中铁建设、汉庭集团等50多家企业的中国总部或华东地区总部落户。

### 两岸商贸合作
建设海峡两岸（昆山）商贸示范区，2013年2月作为昆山深化两岸产业合作试验区的重要组成获得国务院批复。预计完全建成后，将引进商家3万户、增加就业岗位8万个，日均引入客商和参观者10万人次，年贸易额可实现2000亿元～3000亿元，成为台湾商品进入大陆的"第一平台"。